# Jimmy Lyons
Jimmy Lyons, né le 1er décembre 1931 et mort le 19 mai 1986, est un saxophoniste de jazz américain, principalement connu pour son travail aux côtés du pianiste Cecil Taylor.

## Biographie

### Jeunesse et formation
Jimmy Lyons naît le 1er décembre 1931 à Jersey City.
Adolescent, Lyons reçoit un saxophone alto de la part du clarinettiste Buster Bailey, un membre du groupe de Fletcher Henderson.
Grâce à une voisine, il rencontre Elmo Hope, Bud Powell ou Thelonious Monk. Ce dernier lui explique qu'il ne peut pas se contenter de jouer d'oreille, et qu'il doit se mettre à travailler et à connaître un peu de théorie. Lyons passe du temps sur le piano familial à travailler, mais ne suit pas d'enseignement formel. Il étudie avec Rudy Rutherford, un saxophoniste issu de la tradition des big bands des années 1920-1930,.

### Avec Cecil Taylor
C'est auprès de Cecil Taylor que Jimmy Lyons quitte son emploi à la poste et devient musicien professionnel. Lyons est le seul membre constant du Cecil Taylor Unit depuis le début des années 1960 jusqu'à sa mort, le 19 mai 1986. Taylor n'a pas travaillé avec d'autres musiciens aussi souvent qu'avec Lyons,.
Après sa rencontre avec Taylor, Lyons passe un an à apprendre gammes, tonalités  et morceaux, et à apprendre à se défaire du rapport aux accords pour jouer « free ».
Les deux musiciens enregistrent de nombreux albums ensemble, notamment Live at the Café Montmartre (1962) ou Unit Structures (1966).

### Autres activités
En 1969, Lyons sort son premier album en tant que leader, Other Afternoons (en), sur lequel se révèle son talent de compositeur. Pour Ethan Iverson, « Other Afternoons fait des allers-retours entre la tradition et la modernité avec une finesse brute et une joie mesurée. […] C'est un de ces disques qui s'améliorent au fil des écoutes ».
Sa production en tant que leader devient plus abondante à partir de la fin des années 1970, en particulier sur les labels Hathut Records et Black Saint Records. En 1980 paraît Jump Up, avec Sunny Murray.

### Enseignement
Comme de nombreux musiciens, Lyons est poussé à enseigner pour augmenter ses revenus. En 1970-1971, il enseigne la musique dans un centre pour addicts à New York. En 1971-1973, en compagnie de Cecil Taylor et Andrew Cyrille, il est artiste en résidence à l'Antioch College. En 1975, il dirige le Black Music Ensemble au Bennington College.

### Décès
Lyons meurt le 19 mai 1986 à l'âge de 54 ans, « privant Taylor — et le jazz d'avant-garde en général — d'une voix vitale, swingante et éminemment créative ».

## Style
Le jeu de Jimmy Lyons est fortement influencé par Charlie Parker. Dans un contexte free jazz, Lyons garde un phrasé proche du bebop dans son rythme et son contour mélodique. Lyons permet à la musique de Cecil Taylor de garder un pied dans la tradition du jazz,.
Il cite également comme influences Cecil Taylor, ainsi que Sonny Rollins et Jackie McLean. Contrairement à ce qui est écrit sur la pochette de Other Afternoons (en), il n'a pas particulièrement été influencé par Ornette Coleman.

## Discographie

### En tant que leader
- 1969 : Other Afternoons (en) avec Lester Bowie, Andrew Cyrille, Alan Silva (BYG Records)
- 1979 : Push Pull (Hathut Records)
- 1980 : Riffs (en) avec Karen Borca (en), Jay Oliver, Paul Murphy (hat MUSICS)
- 1980 : Jump Up / What To Do About avec John Lindberg, Sunny Murray (Hathut Records)
- 1981 : Something in Return avec Andrew Cyrille (Black Saint Records (en))
- 1982 : Burnt Offering avec Andrew Cyrille (Black Saint Records)
- 1983 : Wee Sneezawee (en) avec Karen Borca, Raphe Malik (en), Paul Murphy, William Parker (Black Saint Records)
- 1985 : Give It Up (en), avec Karen Borca, Paul Murphy, Jay Oliver, Enrico Rava (Black Saint Records)

### Compilations
- 2003 : The Box Set (5 CD, édition limitée, Ayler Records)
- 2014 : The Complete Remastered Recordings On Black Saint & Soul Note (5 CD, Black Saint Records)

### En tant que sideman
Avec Andrew Cyrille
- 1979 : Nuba (Black Saint Records)

Avec Gil Evans
- 1962 : Into the Hot, avec Cecil Taylor

Avec Joel Futterman (en)
- 1982 : In-Between Position(s)
- 1983 : Moments
- 1986 : Inneraction
- 1988 : Inner Conversations
- 1991 : Passage

Avec Eddie Gale (en)
- 1969 : Black Rhythm Happening (Blue Note Records)

Avec le Jazz Composer's Orchestra
- Communication
- Escalator over the Hill

Avec Paul Murphy (en)
- 1982 : Red Snapper: Paul Murphy At CBS (CIMP)
- 1983 : Cloudburst: Paul Murphy at RCA (Murphy Records)

Avec Cecil Taylor
- 1962 : Live at the Café Montmartre
- 1963 : Nefertiti, the Beautiful One Has Come
- 1966 : Unit Structures
- 1966 : Conquistador!
- 1966 : Mixed (sorti en 1998)
- 1966 : Student Studies (sorti en 1973)
- 1969 : The Great Concert of Cecil Taylor (sorti en 1977)
- 1973 : Akisakila
- 1974 : Spring of Two Blue J's
- 1977 : Dark to Themselves
- 1978 : Cecil Taylor Unit
- 1978 : 3 Phasis
- 1978 : Live in the Black Forest
- 1980 : One Too Many Salty Swift and Not Goodbye
- 1981 : It Is in the Brewing Luminous
- 1981 : The Eighth (sorti en 1986)
- 1985 : Winged Serpent (Sliding Quadrants)